# Fredi Bobic
Fredi Bobič (Maribor, 30 ottobre 1971) è un ex calciatore tedesco, di origini sloveno-croate, di ruolo attaccante. Laureatosi campione d'Europa con la nazionale tedesca nel 1996, attualmente lavora come direttore sportivo nell'Eintracht Francoforte.

## Carriera

### Club
Nato a Maribor, nell'allora Repubblica Socialista Federale di Jugoslavia, da padre sloveno e madre croata, approda dopo pochi mesi in Germania e cresce dapprima a Ditzingen e poi a Stoccarda. Inizia a giocare a calcio nelle file del VfR Bad Cannstatt, per poi entrare nelle giovanili dello Stoccarda. Ottenuta la cittadinanza tedesca, milita nelle giovanili del Kickers Stoccarda, con cui vince il campionato tedesco Under-19, e poi del Ditzingen, poi torna al Kickers Stoccarda ed esordisce in prima squadra nel 1992.
Nel 1994, dopo un biennio positivo, viene prelevato nuovamente dallo Stoccarda, dove rimarrà per un quinquennio, formando un trio d'attacco molto valido con Giovane Élber e Krasimir Balăkov. Nel 1994-1995 segna un gol in ognuna delle prime cinque giornate del campionato di campionato, compreso l'esordio in Bundesliga contro l'Amburgo, stabilendo il primato di partite consecutive con reti segnate per un esordiente nel massimo campionato tedesco, poi battuto da Mohamed Zidan del Magonza nel 2011-2012. Nel 1995-1996 si laurea capocannoniere del campionato con 17 gol e nel 1996-1997 vince la Coppa di Germania.
Nel 1999 si trasferisce al Borussia Dortmund, di cui è il migliore marcatore stagionale nel 1999-2000 e nel 2000-2001. Dalla stagione 2001-2002 trova meno spazio in squadra e, dopo sole tre presenze, nel gennaio 2002 si accasa al Bolton, squadra della Premier League inglese in cui milita per alcuni mesi, in cui contribuisce al raggiungimento della salvezza con 4 gol in 15 presenze, tra cui una tripletta nella partita vinta per 4-1 contro l'Ipswich Town al Reebok Stadium.
Nel 2002 firma per l'Hannover 96, neopromosso in Bundesliga, dove realizza 14 reti in 27 presenze nel 2002-2003, contribuendo all'undicesimo posto della squadra. Nel 2003 è all'Hertha Berlino, con cui in due stagioni realizza 18 reti in 54 presenze. Nel 2006 chiude la carriera in Croazia, vestendo la maglia del Rijeka e vincendo la Coppa di Croazia.

### Nazionale
Esordisce con la nazionale tedesca il 12 ottobre 1994, nell'amichevole pareggiata per 0-0 a Budapest contro l'Ungheria. Il 23 agosto 1995 realizza il primo gol in nazionale, nella vittoria per 1-2 ottenuta a Bruxelles contro il Belgio in amichevole. Convocato dal ct Berti Vogts per il campionato d'Europa 1996 in Inghilterra, si laurea campione d'Europa con i compagni, mettendo a referto tre presenze, di cui due nella fase a gironi (contro Rep. Ceca e Italia) e una ai quarti di finale (contro la Croazia). Con la Germania gioca anche il campionato del mondo 1998.
Dopo l'amichevole del 22 febbraio 1998 vinta a Riad contro l'Arabia Saudita (0-3), Bobic manca per un quadriennio dalla Mannschaft; il ritorno risale al 20 novembre 2002, in amichevole contro i Paesi Bassi (vittoriosa per 1-3 a Gelsenkirchen in amichevole). Convocato dal ct Rudi Völler per il campionato d'Europa 2004, disputa la rassegna in Portogallo. Non sarà preso in considerazione dal ct Jürgen Klinsmann, chiudendo di fatto l'esperienza in nazionale il 19 giugno 2004, nella partita dell'europeo portoghese pareggiata a reti bianche contro la Lettonia, con un bilancio di 37 presenze e 10 reti.

## Statistiche

### Cronologia presenze e reti in nazionale
| Cronologia completa delle presenze e delle reti in nazionale ― Germania | Cronologia completa delle presenze e delle reti in nazionale ― Germania | Cronologia completa delle presenze e delle reti in nazionale ― Germania | Cronologia completa delle presenze e delle reti in nazionale ― Germania | Cronologia completa delle presenze e delle reti in nazionale ― Germania | Cronologia completa delle presenze e delle reti in nazionale ― Germania | Cronologia completa delle presenze e delle reti in nazionale ― Germania | Cronologia completa delle presenze e delle reti in nazionale ― Germania |
| Data                                                                    | Città                                                                   | In casa                                                                 | Risultato                                                               | Ospiti                                                                  | Competizione                                                            | Reti                                                                    | Note                                                                    |
| ----------------------------------------------------------------------- | ----------------------------------------------------------------------- | ----------------------------------------------------------------------- | ----------------------------------------------------------------------- | ----------------------------------------------------------------------- | ----------------------------------------------------------------------- | ----------------------------------------------------------------------- | ----------------------------------------------------------------------- |
| 12-10-1994                                                              | Budapest                                                                | Ungheria                                                                | 0 – 0                                                                   | Germania                                                                | Amichevole                                                              | -                                                                       | 85’                                                                     |
| 21-6-1995                                                               | Zurigo                                                                  | Germania                                                                | 2 – 0                                                                   | Italia                                                                  | Amichevole                                                              | -                                                                       | 82’                                                                     |
| 13-8-1995                                                               | Bruxelles                                                               | Belgio                                                                  | 1 – 2                                                                   | Germania                                                                | Amichevole                                                              | 1                                                                       |                                                                         |
| 8-10-1995                                                               | Leverkusen                                                              | Germania                                                                | 2 – 1                                                                   | Moldavia                                                                | Qual. Euro 1996                                                         | -                                                                       | 63’                                                                     |
| 15-11-1995                                                              | Berlino                                                                 | Germania                                                                | 3 – 1                                                                   | Bulgaria                                                                | Qual. Euro 1996                                                         | -                                                                       | 82’                                                                     |
| 15-12-1995                                                              | Johannesburg                                                            | Sudafrica                                                               | 0 – 0                                                                   | Germania                                                                | Amichevole                                                              | -                                                                       |                                                                         |
| 29-5-1996                                                               | Belfast                                                                 | Irlanda del Nord                                                        | 1 – 1                                                                   | Germania                                                                | Amichevole                                                              | -                                                                       | 46’                                                                     |
| 1-6-1996                                                                | Stoccarda                                                               | Germania                                                                | 0 – 1                                                                   | Francia                                                                 | Amichevole                                                              | -                                                                       |                                                                         |
| 9-6-1996                                                                | Manchester                                                              | Germania                                                                | 2 – 0                                                                   | Rep. Ceca                                                               | Euro 1996 - 1º turno                                                    | -                                                                       | 65’                                                                     |
| 19-6-1996                                                               | Manchester                                                              | Italia                                                                  | 0 – 0                                                                   | Germania                                                                | Euro 1996 - 1º turno                                                    | -                                                                       |                                                                         |
| 23-6-1996                                                               | Manchester                                                              | Italia                                                                  | 0 – 0                                                                   | Germania                                                                | Euro 1996 - Quarti di finale                                            | -                                                                       | 46’                                                                     |
| 4-9-1996                                                                | Zabrze                                                                  | Polonia                                                                 | 0 – 2                                                                   | Germania                                                                | Amichevole                                                              | -                                                                       | 76’                                                                     |
| 9-10-1996                                                               | Erevan                                                                  | Armenia                                                                 | 1 – 5                                                                   | Germania                                                                | Qual. Mondiali 1998                                                     | 1                                                                       | 64’ 89’                                                                 |
| 9-11-1996                                                               | Norimberga                                                              | Germania                                                                | 1 – 1                                                                   | Irlanda del Nord                                                        | Qual. Mondiali 1998                                                     | -                                                                       | 70’                                                                     |
| 14-12-1996                                                              | Benfica                                                                 | Portogallo                                                              | 0 – 0                                                                   | Germania                                                                | Qual. Mondiali 1998                                                     | -                                                                       |                                                                         |
| 26-2-1997                                                               | Tel Aviv                                                                | Israele                                                                 | 0 – 1                                                                   | Germania                                                                | Amichevole                                                              | -                                                                       | 46’                                                                     |
| 30-4-1997                                                               | Brema                                                                   | Germania                                                                | 2 – 0                                                                   | Ucraina                                                                 | Qual. Mondiali 1998                                                     | -                                                                       | 16’                                                                     |
| 11-10-1997                                                              | Hannover                                                                | Germania                                                                | 4 – 3                                                                   | Albania                                                                 | Qual. Mondiali 1998                                                     | -                                                                       | 60’                                                                     |
| 22-2-1998                                                               | Riad                                                                    | Arabia Saudita                                                          | 0 – 3                                                                   | Germania                                                                | Amichevole                                                              | -                                                                       | 46’                                                                     |
| 20-11-2002                                                              | Gelsenkirchen                                                           | Germania                                                                | 1 – 3                                                                   | Paesi Bassi                                                             | Amichevole                                                              | 1                                                                       | 68’                                                                     |
| 12-2-2003                                                               | Palma di Maiorca                                                        | Spagna                                                                  | 3 – 1                                                                   | Germania                                                                | Amichevole                                                              | 1                                                                       | 59’                                                                     |
| 29-3-2003                                                               | Norimberga                                                              | Germania                                                                | 1 – 1                                                                   | Lituania                                                                | Qual. Euro 2004                                                         | -                                                                       | 72’                                                                     |
| 30-4-2003                                                               | Brema                                                                   | Germania                                                                | 1 – 0                                                                   | Serbia e Montenegro                                                     | Amichevole                                                              | -                                                                       | 46’                                                                     |
| 1-6-2003                                                                | Wolfsburg                                                               | Germania                                                                | 4 – 1                                                                   | Canada                                                                  | Amichevole                                                              | 1                                                                       | 69’                                                                     |
| 7-6-2003                                                                | Glasgow                                                                 | Scozia                                                                  | 1 – 1                                                                   | Germania                                                                | Qual. Euro 2004                                                         | 1                                                                       |                                                                         |
| 11-6-2003                                                               | Torshavn                                                                | Fær Øer                                                                 | 0 – 2                                                                   | Germania                                                                | Qual. Euro 2004                                                         | 1                                                                       |                                                                         |
| 20-8-2003                                                               | Stoccarda                                                               | Germania                                                                | 0 – 1                                                                   | Italia                                                                  | Amichevole                                                              | -                                                                       | 60’                                                                     |
| 10-9-2003                                                               | Dortmund                                                                | Germania                                                                | 2 – 1                                                                   | Scozia                                                                  | Qual. Euro 2004                                                         | 1                                                                       | 76’                                                                     |
| 11-10-2003                                                              | Amburgo                                                                 | Germania                                                                | 3 – 0                                                                   | Islanda                                                                 | Qual. Euro 2004                                                         | 1                                                                       | 70’                                                                     |
| 15-11-2003                                                              | Gelsenkirchen                                                           | Germania                                                                | 0 – 3                                                                   | Francia                                                                 | Amichevole                                                              | -                                                                       | 67’                                                                     |
| 18-2-2004                                                               | Spalato                                                                 | Croazia                                                                 | 0 – 2                                                                   | Germania                                                                | Amichevole                                                              | -                                                                       | 67’                                                                     |
| 31-3-2004                                                               | Colonia                                                                 | Germania                                                                | 3 – 0                                                                   | Belgio                                                                  | Amichevole                                                              | -                                                                       | 78’                                                                     |
| 28-4-2004                                                               | Bucarest                                                                | Romania                                                                 | 5 – 1                                                                   | Germania                                                                | Amichevole                                                              | -                                                                       | 61’                                                                     |
| 27-5-2004                                                               | Friburgo                                                                | Germania                                                                | 7 – 0                                                                   | Malta                                                                   | Amichevole                                                              | 1                                                                       |                                                                         |
| 6-6-2004                                                                | Kaiserslautern                                                          | Germania                                                                | 0 – 2                                                                   | Ungheria                                                                | Amichevole                                                              | -                                                                       | 74’                                                                     |
| 15-6-2004                                                               | Porto                                                                   | Germania                                                                | 1 – 1                                                                   | Paesi Bassi                                                             | Euro 2004 - 1º turno                                                    | -                                                                       | 85’                                                                     |
| 19-6-2004                                                               | Porto                                                                   | Lettonia                                                                | 0 – 0                                                                   | Germania                                                                | Euro 2004 - 1º turno                                                    | -                                                                       | 67’                                                                     |
| Totale                                                                  |                                                                         | Presenze                                                                | 37                                                                      |                                                                         | Reti                                                                    | 10                                                                      |                                                                         |

## Palmarès

### Club
- Coppa di Germania: 1

Stoccarda: 1996-97
- Coppa di Croazia: 1

Rijeka: 2005-06

### Nazionale
- Campionato d'Europa: 1

1996

### Individuale
- Capocannoniere della Bundesliga: 1

1995-96 (17 reti)